# Distrito de Tambo de Mora
El distrito de Tambo de Mora es uno de los once distritos peruanos que forman la provincia de Chincha en el departamento de Ica, bajo la administración del Gobierno regional de Ica. 
Desde el punto de vista jerárquico de la Iglesia católica forma parte de la diócesis de Ica.

## Historia
En los siglos XVI, XVII y XVIII, alcanzó su máximo esplendor como puerto de la ciudad de Chincha Alta. Por sus muelles, los españoles embarcaban el azogue que venía de Huancavelica y era necesario para las minas de plata de Potosí. La ruta que seguía el azogue era: Huancavelica-Chincha-Tambo de Mora-Arica-Potosí. El azogue bajaba a Chincha a lomo de bestia era embarcado en Tambo de Mora y llevado por mar era hasta Arica, ahí nuevamente a lomo de bestia, era subido a Potosí.
Durante los siglos de la trata de esclavos, fue unos de los principales puertos donde desembarcaban a los esclavos africanos cuyos descendientes conforman hoy la numerosa colectividad afro-peruana.
Tambo de Mora fue creado como distrito mediante Ley del 5 de febrero de 1875, durante el gobierno del Presidente Manuel Pardo y Lavalle. Su Plaza de Armas fue inaugurada años más tarde, siendo los padrinos Don Agustín Coloma y Doña Juana Bramón viuda de Dagnino.
En sus inicios, fue un emporio de riqueza, con gran actividad comercial fue el lugar elegido por inmigrantes italianos, españoles y franceses.

## Geografía
Es una jurisdicción de la costa sur central del Perú. Hoy es un puerto de pesca artesanal y en sus playas se procesa harina de pescado.
Su población asciende a 4.930 habitantes que con una tasa de crecimiento anual de 1.1% se asienta sobre una superficie de 32.00 km² a una altitud de 5 m s. n. m.

## Distribución Territorial
El distrito de Tambo de Mora se encuentra conformado por los siguientes Centros Poblados y Playas que bañan sus límites.
- C.P Tambo de Mora (lugar donde se ubica la Plaza de Armas del distrito).
- C.P Cruz Verde
- C.P Chamberi
- C.P Nuevo Tambo de Mora
- C.P El Cote - Zona B
- A.H La Marina
- C.P Canchamaná
- Playa El Socorro
- Playa Las Palmeras
- Playa Las Violetas

## Festividades
- San Pedro.
- Señor de los Milagros.